# Антон Преториус
Антон Преториус (на немски: Anton Praetorius) е немски протестантски пастор, теолог и писател, останал в историята преди всичко като застъпник на жертвите на популярните тогава процеси срещу вещици.

## Живот и дейност
Антон Преториус е роден през 1560 г. в Липщат, и умира на 6 декември 1613 г. в Лауденбах, Германия.
През 1586 г. жена му Мария ражда син Йоханес. Служи във Вормс и Опенхайм, а по късно е първият пастор-проповедник в град Дителсхайм.
През 1595 година съставя на латински език описание на „Голямата бъчва“, която може да се види в замъка в Хайделберг.
През 1596 година е бил княжески дворцов проповедник в Бирнщайн близо до Франкфурт на Майн.
През 1597 г. Преториус в ход на процес против вещици се обявявал срещу изтезаването на обвинените жени. Процесът бил прекратен, а останалата като последна жена била пусната на свобода. Самият Преториус бил лишен от длъжността на дворцов проповедник.
През 1598 г., станал пастор в Лауденбах (регион Горско шосе), той обнародва книгата си „Доклад за магьосничество и магьосници“. В нея е изразен неговият протест срещу вещицоманията и мъчението. Книгата излиза с псевдоним Йоханес Скултетус (Johannes Scultetus), т.е. името на сина му.
Следващите издания (1602, 1613 г.) са вече под собственото му име. През 1629 г. излиза четвърто, посмъртно издание на неговия „Доклад за магьосничество и магьосници“.
Преториус протестира против жестокото отношение към обвинените. Известен е случай, в който той постига оправдаване на жертвата.
На негово име е кръстена улица в Липщат.

## Произведения
- Vas Heidelbergense, Heidelberg Хайделберг, 1595
- De pii magistratus officio 1596
- Gründlicher Bericht von Zauberey und Zauberern/ darinn dieser grausamen Menschen feindtseliges und schändliches Vornemen/ und wie Christlicher Obrigkeit ihnen Zubegegnen/ ihr Werck zuhindern/ auffzuheben und zu Straffen / gebüre und wol möglich sey … kurtz und ordentlich erkläret. Durch Joannem Scultetum Westphalo-camensem. 1598 (Johannes Scultetus Pseudonym für Anton Praetorius)
- Gründlicher Bericht von Zauberey und Zauberern: kurtz und ordentlich erkläret durch Antonium Praetorium, Lich 1602
- De Sacrosanctis Sacramentis novi foederis Jesu Christi, Lich 1602